# Calandreta

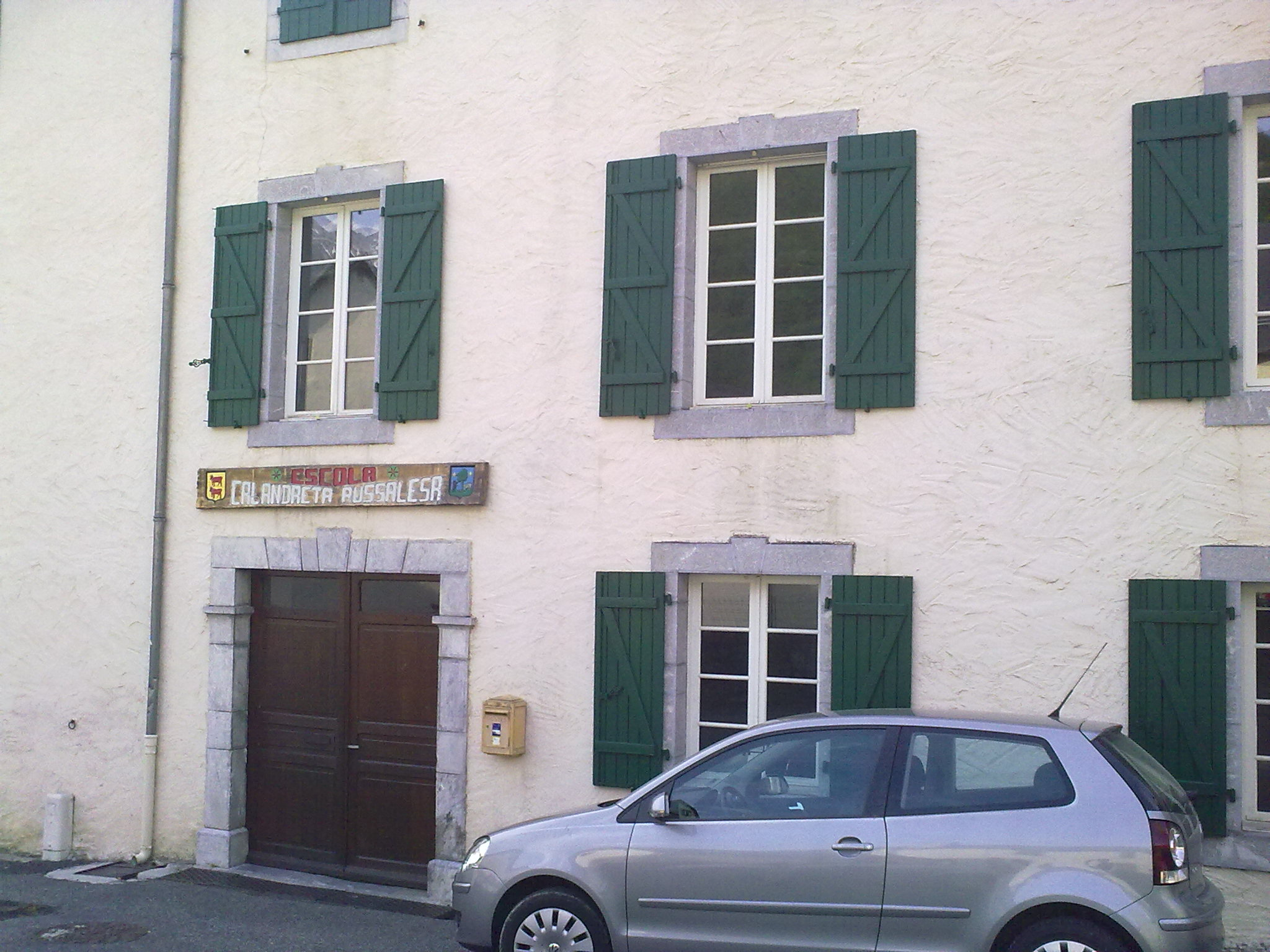
Escuela Calandreta de Béost.

Una calandreta (en español pequeña alondra) es un tipo de escuela bilingüe extendida en el sur de Francia con carácter privado y asociativo.
Su objetivo, de forma similar a las ikastolas vascas, las diwan bretonas o las bressolas catalanas, es ofrecer una educación gratuita, laica y bilingüe en occitano y francés.

## Historia
La primera calandreta fue fundada en 1979 en la localidad de Pau en los Pirineos Atlánticos. En la actualidad se contabilizan más de 2000 estudiantes (calandrons) repartidos entre las 37 escuelas primarias y las 4 secundarias abiertas en las regiones francesas de habla occitana (Lemosín, Auvernia, Aquitania, Mediodía-Pirineos, Languedoc-Rosellón y Provenza-Alpes-Costa Azul). Cubriendo así una amplia área geográfica y teniendo representación en las principales ciudades (Toulouse, Marsella, Limoges...).

## Estatus
La red de escuelas calandretas no forma parte del sistema de Éducation Nationale (servicio público de educación francés), si bien mantiene un contrato de colaboración con el Ministerio de Educación y respeta los programas oficiales del mismo.